# Monte Aymond (Argentina)
Monte Aymond es una localidad argentina del departamento Güer Aike de la Provincia de Santa Cruz. Está ubicada sobre la Ruta Nacional 3, a 67 km de Río Gallegos y a 8 km del paso fronterizo con Chile, Integración Austral. El paraje cuenta con algunos servicios como telefonía y comercios, además la asistencia policial (Gendarmería Nacional Argentina y Carabineros de Chile) se encuentra a ambos lados de la frontera.

## Toponimia
El nombre del paraje se debe a la elevación Monte Aymond de 279 m s. n. m., ubicada en sus cercanías. Igualmente, hay una localidad del mismo nombre del lado chileno.

## Geografía
Ubicada a 164 m s. n. m. en plena meseta patagónica, su relieve posee un afloramiento rocoso y rocas volcánicas. Su clima es un frío semihúmedo, con temperaturas máximas de 15 °C en verano y mínimas de -15 °C en invierno. A 10 km del paraje, se encuentra la Reserva provincial geológica Laguna Azul, donde se pueden apreciar el Cerro del Diablo y la Laguna Azul.